# 숙근옹주
숙근옹주(淑謹翁主, ? ~ 1450년 9월 15일(음력 8월 1일))는 조선의 옹주다. 태종의 15녀이자 서11녀이며, 어머니는 궁인 김씨이다.

## 생애
태종과 후궁 김씨의 딸이며, 1432년(세종 14년) 5월 9일, 강계절제사(江界節制使) 권복(權復)의 아들인 화천군(花川君) 권공(權恭)과 혼인하였고, 권공과의 사이에서 외아들 권팽(權彭)을 두었다.
1444년(세종 26년), 숙근옹주는 몸종인 고미(古未)를 데리고 수강궁에 들어갔는데, 고미가 담을 넘어 달아나는 일이 발생하여 수색한 뒤, 관련된 자 100여명을 잡아 경복궁의 밀실에 가두고는 수양대군, 광평대군, 금성대군과 좌부승지 황수신 등이 문초하였으나 그 실상을 파악하지 못하였다.
1450년(문종 즉위년) 숙근옹주가 세상을 떠나자, 문종은 예에 따라 조상(弔喪)하고, 부의(賻儀)와 제전(祭奠)도 내렸다. 숙근옹주의 묘소는 경기도 양주시 연서에 있다.

## 가족관계
- 아버지 : 태종(太宗, 1367 ~ 1422)
- 어머니 : 후궁 김씨(金氏, 생몰년 미상)[1]
  - 남편 : 화천군 권공(花川君 權恭, ? ~ 1462)
    - 아들 : 안천군(安川君) 권팽(權彭)
    - 며느리 : 청주 한씨 - 서원부원군(西原府院君) 한계미(韓繼美)의 딸 
      - 손자 : 권석(權錫)
      - 손녀 : 의령 남씨 부사(府使) 남책(南㥽)의 처